# Skalka nad Váhom
Skalka nad Váhom es un municipio del distrito de Trenčín en la región de Trenčín, Eslovaquia, con una población estimada a final del año 2024 de 1278 habitantes.
Se encuentra ubicado en el centro-norte de la región, cerca del río Váh (cuenca hidrográfica del Danubio) y de la frontera con la República Checa.

## Demografía
| Año        | 1994 | 2004     | 2014    | 2024    |
| ---------- | ---- | -------- | ------- | ------- |
| Población  | 974  | 1077     | 1173    | 1278    |
| Diferencia |      | +10,57 % | +8,91 % | +8,95 % |

| Año        | 2023 | 2024    |
| ---------- | ---- | ------- |
| Población  | 1226 | 1278    |
| Diferencia |      | +4,24 % |